# Project Zero 3: The Tormented
Project Zero 3: The Tormented, conocido en Japón como Zero ~Shisei no Koe~ (零 〜刺青ノ聲〜?) y en América como Fatal Frame III: The Tormented, es la tercera entrega de la serie de videojuegos de terror Project Zero. La trama del juego une a los tres primeros juegos de la serie en conjunto, con los personajes, lugares y secciones de la historia de los dos juegos anteriores.
El juego es una secuela directa de Project Zero y Project Zero II: Crimson Butterfly, lo cual se ve al ver el regreso de Miku Hinasaki, la heroína de Project Zero, así como otros personajes que comparten una conexión con los eventos de los juegos anteriores.

## Argumento
La secuencia introductoria del juego muestra como Rei Kurosawa sufre
un trágico accidente de coche en el que su novio Yuu pierde la vida mientras ella conducía, quedando ella muy afectada psicológicamente. Luego de dos meses, ella aún no logra superar su pérdida. Rei trabaja como fotógrafa. Durante una sesión de fotografía, en una casa en ruinas, toma una foto en la que aparece su difunto amante, lo cual sumerge a Rei en un peculiar sueño que la transporta a una mansión de aspecto clásico japonés en la que habitan numerosos fantasmas. Mientras explora la mansión, Rei descubre extrañas habitaciones y rituales olvidados del pasado, y en el centro de todo el asunto una mujer, Reika, la sacerdotisa tatuada, quien parece ser la artífice de todo lo que ocurre en la casa.
A medida que Rei se adentra cada vez más en la casa con cada sueño, descubre que un tatuaje idéntico al de Reika se extiende cada vez más por su cuerpo, como si fuera una infección. Si Rei no logra averiguar el misterio del pasado que se esconde tras Reika y la mansión del sueño, caerá víctima de la maldición del tatuaje, y se verá condenada a abandonar el mundo de los vivos y a vagar por la casa como espíritu durante toda la eternidad, como otros muchos antes que ella...
A lo largo del juego Rei se sumergirá en una especie de dos mundos; 
el real y el de sueños. Pero no estará sola ya que a lo largo de la aventura la acompaña Miku, amiga -y ayudante- de Rei y protagonista del primer Project Zero, y Kei, un joven editor tío de Mio y Mayu, las gemelas protagonistas de Project Zero II: Crimson Butterfly, que también son atraídos a la mansión del sueño.

## Modo de juego
El jugador controla a los personajes Rei, Miku y Kei, y utiliza la cámara oscura para fotografiar y luchar contra fantasmas. El jugador analiza en tercera persona, ya sea en el mundo de ensueño o el mundo real. En la pantalla principal hay una barra de sensor que indica si un fantasma está presente. Cuando la barra del sensor se ilumina en rojo, el controlador vibra, señalando que hay un fantasma hostil cerca. Si el sensor se enciende de color azul, hay un fantasma neutro presente, que no atacará, pero pueden ser capturados con la cámara. En cualquier punto en el juego, el jugador puede entrar en el modo de cámara en la que los fantasmas pueden ser derrotados o fotografiados si no son hostiles. La cámara tiene una cantidad limitada de la película. Los puntos adquiridos por derrotar a los fantasmas, o por tomar fotos de fantasmas se pueden utilizar para mejorar la cámara del personaje que el jugador esté usando. 
Project Zero 3 se divide en secuencias de día y de noche. Durante el día, Rei se mueve sobre su casa, hablando con los otros personajes y revelando fotografías que haya tomado en la mansión y que hayan quedado en el negativo de la cámara, luego de revelar las fotos, Rei puede dárselas a Miku para que busque información sobre ellas. Por la noche, mientras duerme, Rei entra en la "Mansión del sueño". Al término de cada capítulo, denominado "hora" en el juego, Rei despierta de nuevo en el mundo real. Sin embargo, como producto de la trama del juego, las líneas entre los dos mundos comienzan a desdibujarse para Rei. Como resultado, ella comienza a tener visiones de fantasmas y el misterioso tatuaje crece hasta cubrir un porcentaje cada vez mayor de su cuerpo cuando despierta. 
En algunos capítulos, el jugador tiene la oportunidad de jugar como Miku o Kei. Cada personaje tiene diferentes habilidades especiales. Rei es capaz de utilizar el flash de la cámara para repeler a algunos Fantasmas, pero solo puede ser utilizado un número limitado de veces. Miku tiene una "piedra sagrada" que disminuye la velocidad de los espíritus cuando se utiliza, además, Miku posee una "doble capacidad" de potencia, mientras su cámara acumula poder, puede iniciar una segunda carga para que la foto haga más daño; sin embargo, la cámara de Miku no puede ser equipada con lentes especiales; y por último, ya que Miku es pequeña, puede arrastrarse por huecos por los que Rei y Kei no podrían. Kei, con su mayor fuerza física, puede realizar acciones como mover un librero o saltar desde el techo de un edificio a otro. Sin embargo, como la capacidad de la cámara de Kei es más débil que la de Rei o Miku, debe ocultarse usando su acción especial para evitar ser detectado por los espíritus.

## Historia
Rei Kurosawa, fotógrafa de 23 años, pierde a su novio, Yuu Asou, en un accidente de tráfico. Dos meses más tarde, su trabajo la transladará a una extraña mansión del siglo XIX. Allí, ella le dice a su Ayudante Miku Hinasaki (19), protagonista del primer Project Zero, que los rumores que había oído sobre que aquella casa estaba encantada parecían no ser ciertos; y en el momento en que Miku se va a cargar unas fotos, Rei saca un plano a un pasillo y ante sus ojos aparece Yuu. Sorprendida, la joven Rei sigue a su novio y ante sí empiezan a moverse un montón de imágenes que la trasladan a otro lugar. Confundida, camina sin rumbo por unas habitaciones que le son desconocidas, hasta que al llegar a una habitación tiene unas extrañas visiones sobre una mujer y un tatuaje que se extiende por el cuerpo de la propia Rei, que yace en el suelo rodeada por cuatro niñas que tratan de clavar estacas en sus miembros. 
A la llamada de la voz de Miku, Rei despierta  y descubre que en ningún momento se había movido del pasillo en el que le pareció ver a Yuu. Luego en su casa, al dormir, sueña con aquel lugar: un enorme palacio en el que no para de nevar, "La mansión del sueño". Y observa como su novio entra en la casa, y ella lo sigue para intentar alcanzarle. Rei avanza hasta toparse con una antigua cámara. Rei descubre que con esta cámara puede capturar espíritus, ya que muchos de ellos son hostiles y la atacarán en numerosas ocasiones. Al principio, Rei no sabe por qué nada de esto sucede. Ella encuentra a una mujer que está viva, como ella, en la mansión: Yoshino Takigawa. Cuando va a ir a hablar con ella, se topa con una mujer completamente vestida de azul que se acerca hacia las dos: sobre la piel de Yoshino empeiza a crecer un extraño tatuaje y se levanta para salir corriendo. Rei, al principio inmóvil, sale corriendo y es perseguida por la mujer. Antes de conseguir salir de la mansión, esta le toca en el hombro. Luego Rei se despierta y siente un dolor punzante que se extiende desde donde esta mujer, Reika Yukishiro, la tocó. Al girar la cabeza puede ver el mismo tatuaje que tenía Yoshino, extenderse hasta el hombro y luego retroceder.
Como la trama avanza, Rei explora más y más de la casa, encontrando una mayor resistencia por parte de los fantasmas que lo posee. Descubre que los constructores fueron asesinados y enterrados por el Maestro Constructor en columnas repartidas por toda la casa. Después de alcanzar finalmente el altar en el extremo norte de la casa, Rei se encuentra con la Sacerdotisa Tatuada, una mujer destinada a ser sacrificada después de que su cuerpo se cubre con los tatuajes de serpientes y el acebo, que son el resultado de asumir los malos recuerdos y el dolor de la gente que viene a verla. Una vez que su cuerpo esta totalmente cubierto por el tatuaje, atada y amordazada es llevada a una cueva bajo la mansión, donde unas niñas conocidas como "empaladoras" le clavan con estacas sagradas sus extremidades, vinculándola así a un estado parecido al sueño eterno. Sin embargo, Reika, la última sacerdotisa, se enamoró de Kaname, un viajero que visitó su pueblo. Kaname, después de enterarse de que Reika iba a asumir el ritual, y por tanto, dormir para siempre, entró en la cueva para verla por última vez, provocando que la joven despertase de su sueño. Yashu Kuze, Matriarca de la familia, descubrió al joven en la cueva, rompiendo la prohibición de que nadie excepto la doncella podía permanecer allí, lo siguió y le golpeó la cabeza, matándolo instantáneamente. Cayó junto a Reika, con los ojos abiertos, mirándose mutuamente. Los tatuajes de Reika le cubrieron los ojos debido a la rabia y el dolor, liberando así toda la furia contenida y convirtiéndose en una especie de demonio, matando de esta forma a todos los habitantes de la mansión y convirtiéndolos a su vez en espíritus malvados y vengativos. 
Quien acompaña a Rei Kurosawa es Kei Amakura, un amigo de su difunto novio, así como Miku Hinasaki, la protagonista del primer juego de la saga (Project Zero), que es a su vez, es la ayudante de Rei. Kei, a su vez, es el tío de las gemelas Mio y Mayu, protagonista del segundo juego (Project Zero II: Crimson Butterfly). Se convierte así en el primer juego en establecer una relación/cronología en la saga.

## Personajes
- Rei Kurosawa: Es la heroína principal del juego. Tiene 23 años y es fotógrafa profesional.Su apellido es Kurosawa como Riokan, Sae y Yae, que aparecen en el Fatal Frame 2 pero no se sabe si tienen alguna conexiòn. Tras la trágica muerte de su novio Yuu en un accidente de coche en el que ella conducía, le encargan hacer unas fotos de una vieja casa en ruinas supuestamente embrujada, para un reportaje. Pero mientras ella y Miku están en la casa, Rei toma una fotografía en la que aparece el fantasma de Yuu, y poco después es atraída a la Mansión del sueño en sus sueños, donde ve a Yuu adentrándose en ella. A medida que explora la siniestra casa, Rei es tocada por Reika, la sacerdotisa tatuada, y un tatuaje azul con forma de sepiente y acebo comienza a extenderse inexorablemente por su cuerpo. Después que una mano anónima le entregue la cámara obscura, Rei descubre que muchos de los espíritus que hay en la mansión llevan el mismo tatuaje, por lo que deberá averiguar el misterio que se esconde tras Reika y la mansión, antes de que sea demasiado tarde...

- Miku Hinasaki: Protagonista del primer Project Zero y coprotagonista de la historia. Tras haber perdido a su hermano Mafuyu tras los sucesos de la mansión Himuro, Miku ahora tiene 19 años y es la ayudante de Rei, compartiendo piso con ella. Ella se encarga de buscarle información a Rei acerca de los fantasmas de la mansión o de las extrañas salas y elementos de rituales olvidados que aparecen en ella. Sin embargo, Miku también es arrastrada a la mansión por el recuerdo de Mafuyu, y un tatuaje rojo comienza a extenderse por su cuerpo. Posee un amuleto sagrado, que le permite ralentizar los movimientos de los espíritus. Con la ayuda adicional del fantasma de Amane Kuze, que simpatiza con ella, Miku intenta averiguar el secreto de la mansión, pero ¿logrará librarse de la maldición, o el recuerdo de su hermano le arrastrará inevitablemente a un trágico final?

- Kei Amakura: Coprotagonista de la historia. Es un joven editor y el tío de Mio y Mayu, protagonistas de Project Zero II. Kei se adentra en la mansión con intención de salvar a su sobrina Mio, a quien los remordimientos por la muerte de Mayu han hecho caer víctima de Reika y la mansión del sueño. Era un gran amigo de Yuu, el novio de Rei, y lamenta mucho su muerte. Kei posee la habilidad especial de esconderse, que le permite ocultarse de los fantasmas y que estos no sientan su presencia. A lo largo del juego, envía a Rei cintas de casete con testimonios de personas que también fueron víctimas de la mansión del sueño y la maldición.

- Yuu Asou: Novio de Rei, que falleció en un accidente de coche en el que Rei conducía a la edad de 21 años. su imagen aparece misteriosamente en una de las fotos que Rei toma en la casa encantada, y vemos a su espíritu varias veces en el juego adentrándose en la mansión. Era un gran amigo de Kei Amakura y Mafuyu Hinasaki, el hermano de Miku. Le encargaron la custodia de Miku tras la desaparición de Mafuyu, y tras su muerte esta pasó a manos de Rei, quien se había hecho amiga de Miku. Antes de su muerte, investigaba acerca de la Cámara obscura y de la leyenda urbana de la "Mansión del sueño". Su habitación está llena de libros y documentos acerca del mundo espiritual y de folklore que proporcionan informaciones muy valiosas en el juego.

- Yoshino Takigawa: Otra víctima de la maldición del tatuaje. Es una mujer joven que yace en el hospital Katsuragi en un profundo coma por culpa de Reika, y está atrapada en el mundo de los sueños. Ella fue la única superviviente de un horrible accidente de avión en el que murieron Naoya, su prometido, sus parientes y sus amigos, y la culpabilidad por haber sido la única superviviente la atrajo a la mansión. Las primeras veces que Rei visita la mansión, se encuentra con Yoshino, quien le suplica que encuentre un modo de despertarla de su sueño, pero cuando Rei averigua su identidad y acude a verla al hospital, es demasiado tarde y solo puede ver como el tatuaje cubre completamente a Yoshino y su cuerpo se convierte en cenizas, convirtiéndose en un espíritu más de la mansión. Tenía 26 años.

- Ruri: Un gato negro, la mascota de Miku, al que siempre se ve por el piso de Rei. Es capaz de localizar fantasmas, ya que percibe cosas que Rei y Miku no pueden.

- Reika Yakishiro/Kuze: Es la sacerdotisa tatuada, antagonista de la historia. Reika vivía en una aldea cercana al santuario Kuze con su familia, y allí conoció a Kaname Ototsuki, del que se enamoró. Un tiempo después la aldea fue arrasada (no se sabe el motivo) y toda la familia de Reika, su padre, madre y hermano murieron. El dolor que sentía la chica por haber perdido a sus seres queridos hizo que Yashuu Kuze (Cabeza de familia Kuze) la escogiera para convertirse en la próxima sacerdotisa tatuada-para que ella pudise dormir eternamente y la gente que sufriese como ella fuese a entregarle su dolor, sin así tener que sufrir también lo mismo. Durante la preparación y el tatuado, Reika se hizo amiga de Amane Kuze, descubriendo que era la hermanastra pequeña de Kaname, su amado. Amane decidió ayudar a Reika y, rompiendo las normas de la familia Kuze, dejó entrar a Kaname en el santuario para que viera a Reika una vez más antes de que el ritual se completara. Kaname entró en la cámara de las agujas, donde las niñas sacerdotisas -doncellas- habían empalado a Reika al suelo por sus extremidades, para despedirse, sin saber que los hombres tenían prohibido entrar, despertó a Reika de su sueño, pero apenas tuvo tiempo de formular unas pocas palabras antes de que Yashuu Kuze le golpeara por la espalda, matándole delante de Reika. Eso provocó la ira de la sacerdotisa, los tatuajes se extendieron por sus ojos y se convirtió en un espíritu maligno, causando una terrible maldición que destruyó el santuario Kuze, siendo Yashuu su primera víctima. Desde entonces Reika vaga sin descanso por la Mansión del sueño, atrayendo a aquellos que también sienten dolor como ella e infectándolos con la maldición al tocarlos.

Al final, después de que Rei venza al espíritu de Reika, coloca su cuerpo y el de Kaname en una barca y los envía a través del Mar de la Noche Eterna, para que por fin ambos descansen en paz en el Otro Mundo y la maldición acabe.
- Kaname Ototsuki: Hijo mayor de Kyouka Kuze y Akito Kashiwagi, y hermanastro de Amane Kuze. Dado que todos los varones de la familia Kuze debían morir para que la familia siguiera la línea femenina, su madre, en vez de matarlo, lo abandonó en una aldea cercana, para que fuera adoptado por la familia Ototsuki. Kyouka también le dejó un pendiente de piedra de los dos que Akito le había regalado, como símbolo de su amor hacia su hijo y de su verdadera identidad.

Kaname creció en la aldea sin saber nada sobre su verdadera familia, y se enamoró de Reika Yakishiro, pero en un momento dado en que él estaba fuera de la aldea, esta fue arrasada, y su familia y la de Reika murieron. Kaname pensaba que Reika había muerto, pero comenzó a soñar con ella y a oír su voz a través del pendiente de piedra. Se sabe que habló con el doctor Kunihiko Aso sobre sus sueños de la mansión.
Finalmente el deseo de Kaname se hizo tan fuerte que acudió al Santuario Kuze para ver a Reika una vez más. Allí se encontró con una de las niñas doncellas, Amane, quién era su hermanastra pequeña, al reconocer el pendiente (su madre tenía la pareja) y saber del amor de Reika hacia Kaname, le dejó entrar en el santuario, pese a que estaba prohibido que los hombres entrasen si no era en invierno.
Kaname llegó hasta la cámara de las estacas, donde Reika ya había sido empalada al suelo y la despertó. Reika sonrió feliz al ver de nuevo a su amado, pero esto no duró, ya que Yashuu Kuze, quién se había enterado de la traición de Amane, había seguido a Kaname hasta la cámara y lo asesinó frente a Reika. Esto provocó que la ira de Reika hiciera que el tatuaje cubriera sus ojos, liberando la División y provocando el Desencadenamiento, sumiendo el santuario en una terrible maldición.
Al final, después de que Rei venza al espíritu de Reika, coloca su cuerpo y el de Kaname en una barca y los envía a través del Mar de la Noche Eterna, para que por fin ambos descansen en paz en el Otro Mundo y la maldición acabe.
- Yashuu Kuze: Esta mujer es la madre de Kyouka Kuze, y asimismo abuela de Kaname y Amane. Como cabeza de familia, su deber se localizaba en la asistencia y constante onservación de los rituales realizados en palacio. Su estricta condición frente al cumplimiento de las normas condujo todo este hilo que provocó el encantamiento de la mansión. Todo comienza cuando la pequeña Amane se compadece de su hermanastro Kaname y le permite pasar a la cámra de las agujas para que pueda ver a su amada Reika una vez más, sabiendo que esto estaba terminantemente prohibido: los hombres no pueden entrar al santuario.

Una vez Yashuu ya sabe la infracción, se dirige hacia la cámara. Kaname ha despertado a Reika y ambos se sonríen. Alarmada, Yashuu, con un machete con el que las niñas empalaban a las sacerdotisas, mató al joven delante de la sacerdotisa enamorada. Esto causó tal shock psicológico en Reika que en sus ojos vacíos se grabó el tatuaje, y al convertirse estos en espejos, reflejaron el dolor de todas las almas que ya le habían entregado su dolor, y el suyo propio. 
Toda la cámara había sido invadida por la misma y ya no había vuelta atrás. Yashuu pensó que para frenar la expansión y evitar que llegase a todo el palacio debían sacrificar a los carpinteros ofreciéndolos como pilares (enterrándolos vivos en las paredes). No quedó ni uno, ni de nada sirvió esto tampoco. La maldición del tatuaje se expandió por el palacio del sueño sin dejar a nadie sin la serpiente y el acebo: fantasmas errantes consumidos por el miasma que reviven su vida una y otra vez y atacan a las personas que caen presa de los sueños con la mansión.

## El deber de una sacerdotisa y la llamada del tatuaje
Las sacerdotisas tatuadas son chicas como Reika Kuze, que han pasado por la pérdida se seres queridos y les cuesta mucho cargar con ella. Para que esto no le pase a otras personas que sufren lo mismo, deciden convertirse en sacerdotisas. 
En el proceso las grabadoras (mujeres aguja) cortan la carne para grabar el tatuaje con la tinta del alma. Una vez tatuada, la sacerdotisa baja a la cámara de las agujas donde es clavada con estacas al suelo o la pared.
Allí, con el tatuaje bien extendido, permanecen en un sueño eterno jamás interrumpido y amargo por siempre. Todo esto tiene una finalidad principal, y no es menos que la de que gente que ha sufrido como ellas pueda ir y entregarles su dolor en forma de otra parte del tatuaje, y asimismo más dolor. Así esta persona queda liberada de su tormento. 
Pero, ¿cómo escapa una sacerdotisa de su propio dolor? Previamente a la ceremonia esta sacerdotisa graba sus sentimientos, sus memorias y su dolor en un pequeño espejo y luego lo rompe. 
Ceremonia terminada y "todos felices", el problema se encuentra en el disturbio del sueño eterno -tal como pasa a Reika cuando ve morir a Kaname ante sus ojos-. Si el tatuaje se grabase en los ojos de la sacerdotisa, estos tomarían efecto de espejo y todo el dolor que le había sido entregado se reflejaría de nuevo en sus autéticos propietarios y así en forma de un oscuro miasma cargado de malas vibraciones iría ascendiendo desde el fondo del abismo hasta opar toda la mansión entera.
Fue justo esto lo que sucede en la historia. Los personajes quedan atrapados en su propio dolor y lo reviven constantemente, y dirigen su frenesí hacia vivos que son atraídos a la mansión. El palacio al quedar 'encantado' hace de 'imán' hacia personas que también han perdido a un ser querido -tal es el caso de nuestros protagonistas-, pero esto se manifiesta en los sueños. 
La persona sueña con la mansión y es tocada por Reika, la cual convierte el dolor de la persona en un punzante tatuaje que se extiende por el cuerpo de la víctima cada vez que está despierta del sueño. Este tatuaje avanza a gran velocidad, y cuando el dolor y la angustia de llevarlo te consumen todo el cuerpo y el alma, esta última queda atada al palacio de los sueños, en forma de 'fantasma errante que sufre eternamente'.
El crecimiento del tatuaje está también relacionado con el descubrimiento. Todo empieza en el sueño cuando ves a 'esa persona que anhelas' y no puedes evitar seguirla: es aquí donde empeiza todo, ya que mientras más avances, más cerca estás de la verdad y la perdición. Rei poco a poco se va adentrando y descubriendo toda la historia, pero al mismo tiempo la cuenta atrás para que el tatuaje se le extienda completamente gira en su contra y acelerándose constantemente. 
Las explicaciones a él por qué el tatuaje se compone de la serpiente el acebo se muestra en el diario "la maestra tatuadora", que brevemente narra la historia de una persona que, como la sacerdotisa, aceptaba dolores de los demás, pero que al final no puede soportar tanto dolor y estos regresan a sus dueños, y la serpiente es la que los va devorando. 
Otros datos relacionados pero prescindibles son por ejemplo el papel de la "grabadora". Se sacan los ojos para visualizar el sueño de la sacerdotisa y graban el tatuaje con las manos llenas de agujas, las cuales de clavan ellas mismas para sentir el dolor de la sacerdotisa más intensamente. Al final quedan tan tremendamente inútiles que son amputados y desechados. 

## Finales
A diferencia de las entregas anteriores, los finales de Project Zero 3: The Tormented son iguales en la escena final:
Rei toma el cuerpo de Reika y lo coloca junto con el de su amado en un bote y empuja el bote para que cruce al otro lado del río donde deben descansar las almas de los que ya han muerto. Ya que Reika ha sido enviada al otro lado del río llevando sus tatuajes y el dolor de las lágrimas de los demás, la maldición de la mansión se deshace y las almas de los muertos aparecen y comienzan a cruzar hacia el otro lado del río. Mientras las almas se marchan, Rei reconoce a Yuu y trata de alcanzarlo. Al llamarlo, el tatuaje comienza a cubrirle todo el cuerpo y le dice a Yuu que pudo sobrevivir gracias a que él siempre la acompañó, y que esta vez, ella iría con él. Yuu lee agradece y absorbe el tatuaje de Rei para que ella no tenga que cargar con más culpa, diciéndole que mientras ella viva, una parte de él seguirá viviendo también. Yuu se marcha con las demás almas y desaparece. Rei despierta ya sin el tatuaje y dice que seguirá viviendo aún con el dolor.
Esa es la escena final que se consigue al terminar el juego por primera vez, pero al terminar por segunda vez independientemente del nivel y haber conseguido el Legend of Song 3, una foto de Kei, y el Kyoka´s Earring, se pueden ver durante los créditos del final unas imágenes que muestran a Rei abrazando a Miku, que finalmente pudo despertar (independientemente del final de Miku), a Kei despertando también, luego mustran a Rei enseñando a Miku a revelar fotos y a Kei reuniéndose con Mio, que también despertó. Por último, muestran que Rei pintó de blanco la habitación de Yuu y, luego Kei les presenta a Mio a Miku y a Rei.
Al terminar los créditos de cualquier final, se ve una imagen de Rei y Miku sentadas en una playa.

## Relación entre los juegos
Teniendo en cuenta las causas por las que Miku y Mio están en la mansión, se puede saber que los finales canónicos de los anteriores juegos son:
- El final Normal del Project Zero, en el cual Mafuyu decide quedarse con Kirie para acompañarla mientras ella mantiene cerradas las puertas del infierno y Miku escapa sola de la mansión Himuro. La razón por la que Miku está en la mansión es porque no estaba lista para olvidar a Mafuyu.

- El final Mariposa del Project Zero II: Crimson Butterfly, en el cual Mio estrangula a Mayu durante el ritual de estrangulación y Mayu se convierte en una mariposa. La razón por la que Mio aparece en la mansión es por el dolor de haber perdido a su hermana.